# Lissonota xanthomus
Lissonota xanthomus är en stekelart som beskrevs av Henry Keith Townes, Jr. 1978. Lissonota xanthomus ingår i släktet Lissonota och familjen brokparasitsteklar. Inga underarter finns listade i Catalogue of Life.